# Zmnožek
Zmnóžek ali prodúkt je v matematiki rezultat množenja ali izraz, ki označuje množitelje, na katerih se izvaja množenje. Vrstni red množenja realnih ali kompleksnih števil je nepomemben. Takšno množenje je komutativno.